# صنبور

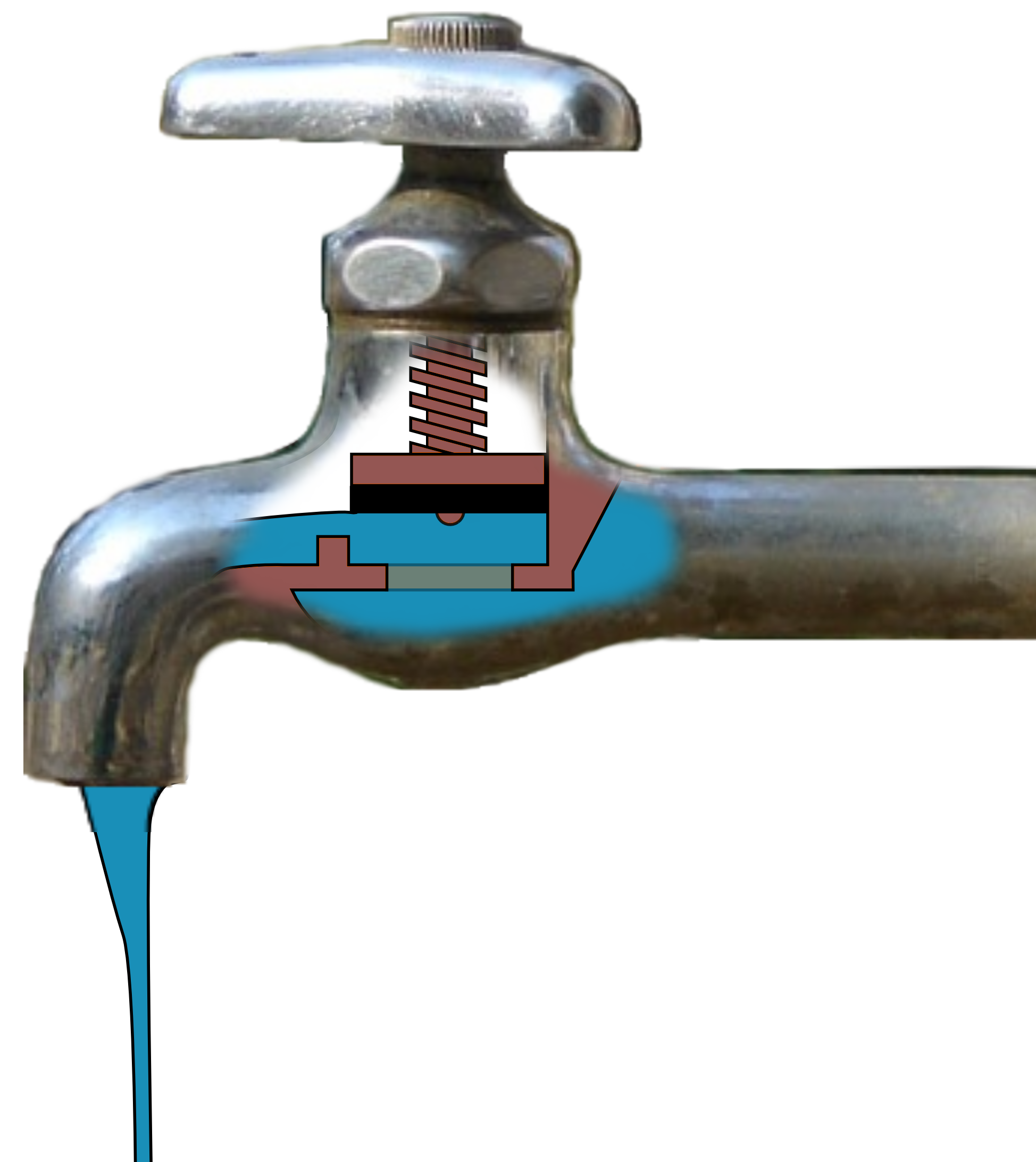
آلية عمل الصنبور.

الصنبور (الجمع: صَنَابِيْر) أو الحنفية (الجمع: حَنَفِيَّات) ويسمى أيضًا بـ الخلاط هو نوع من الصمامات يثبت في الأنبوب ونحوه، قابل للغلق والفتح، ويسمح بالتحكم في إخراج السوائل، وتوجد منه أنواع كثيرة تختلف حسب التطبيق.